# Ploven (film)
|  | Denne artikel er oprettet af botten PalnaBot ud fra en ekstern database. Den kan derfor have sproglige fejl eller mangler. Denne skabelon kan fjernes efter kontrol af indholdet. |

Ploven er en film instrueret af Robert Saaskin efter manuskript af Finn Methling.

## Handling
Plovens historie fra oldtid til nutid.